# Gaucín
Gaucín est une commune de la province de Malaga dans la communauté autonome d'Andalousie en Espagne. Elle fait partie de la comarque de Serranía de Ronda. Sa population s'élevait à 1 929 habitants en 2009.

## Histoire
Après le soulèvement d'Aranjuez du 17 mars 1808, Joachim Murat, maréchal d'Empire, entre dans Madrid. L'aristocratie espagnole et le roi Ferdinand abdiquent devant les exigences draconiennes de Napoléon. La population madrilène se soulève contre les Français et après une répression sanglante dirigée par le maréchal Joachim Murat, la résistance espagnole s'intensifie et se propage sur tout le territoire, particulièrement en Andalousie. L'armée de Murat, commandée par Pierre Dupont de l'Étang, est battue par le général espagnol Francisco Castaños duc de Baylen, à Bailén ; 20 000 soldats français capitulent.

## Patrimoine
Sur les hauteurs du village, subsistent des ruines de château arabe, nommé el Castillo de Aguilla, qui servit de refuge aux francs-tireurs carlistes opposés aux soldats envahisseurs français.